# تويوتا إف سي في بلوس
تويوتا أف سي في بلوس Toyota FCV Plus هي فكرة سيارة صغيرة من نوع كاي- كار Kei-Car ابتكرتها شركة تويوتا وعرضتها في معرض طوكيو للسيارات في أكتوبر 2015 . تعمل تلك السيارة الصغيرة التي توصف أحيانا بأنها «بونزاي» بمحرك كهربائي يعمل بخلايا الوقود.
تعمل السيارة بأربعة محركات كهربائية للأربع عجلات ـ وتستمد وقودها من الهيدروجين لإنتاج الكهرباء التي تحركها . خلية الوقود يمكن استخدامها أيضا في البيت.

## اقرأ أيضا
- تويوتا كيكاي
- سوزوكي كيو-كونسبت